# Віллем Гендрік де Фріз
Віллем Гендрік де Фріз (півн. ндебеле Willem Hendrik de Vriese; 11 серпня 1806 — 23 грудня 1862) — голландський ботанік і лікар.
Спеціалізувався на папоротєвидних і насіннєвих рослинах.
У 1825 році почав вивчати медицину в Лейденському університеті. У вересні 1834 року був призначений ад'юнкт-професором ботаніки. 27 вересня 1845 отримав посаду професора ботаніки Лейденського університету. У 1838 році Віллем Гендрік де Фріз став членом Нідерландської королівської академії наук.
У жовтні 1857 йому було доручено провести ботанічні дослідження в Голландській Ост-Індії. Наступні роки проводив дослідження на Яві, Борнео, Суматрі та Молуккських островах. У березні 1861 року він повернувся до Нідерландів у ослабленому стані і через кілька місяців помер у Лейдені.
Ботанічний рід Фрізея (Vriesea, родина Bromeliaceae) був названий на його честь британським ботаніком Джоном Ліндлі (1799—1865).